# Звози
Зво́зи — село в Україні, у Луцькому районі Волинської області. Входить до складу Ківерцівської міської громади. Населення становить 390 осіб.

## Географія
Селом протікає річка Конопелька.

## Населення
Згідно з переписом УРСР 1989 року чисельність наявного населення села становила 423 особи, з яких 170 чоловіків та 253 жінки.
За переписом населення України 2001 року в селі мешкало 385 осіб.

### Мова
Розподіл населення за рідною мовою за даними перепису 2001 року:
| Мова       | Відсоток |
| ---------- | -------- |
| українська | 99,23 %  |
| російська  | 0,77 %   |

## Історія
Згадуються 8 грудня 1322 р. у грамоті князя Любарта Гедиміновича.
У 1906 році село Тростянецької волості Луцького повіту Волинської губернії. Відстань від повітового міста 23 верст, від волості 14. Дворів 58, мешканців 331.
До 8 серпня 2018 року село входило до складу Суської сільської ради Ківерцівського району Волинської області.
У 2019 році ківерцівський міський голова Володимир Жгутов «з метою створення належних умов для здобуття якісної освіти та упорядкування мережі загальноосвітніх навчальних закладів, економічної ефективності функціонування навчальних закладів» ухвалив рішення ліквідувати загальноосвітню школу I–II ступеня селі Звози.
19 липня 2020 року, в результаті адміністративно-територіальної реформи та ліквідації Ківерцівського району, село увійшло до складу Луцького району.

## Постаті
- Ясан Юрій Володимирович (1970—2015) — старший сержант Збройних сил України, учасник російсько-української війни.